# Rita Clay Estrada
Rita Clay Estrada, född 31 juli 1941 i Michigan i USA, är en amerikansk författare av kärleksromaner under pseudonymerna Rita Clay, Tira Lacy och Rita Clay Estrada. Hon har också skrivit faktaböcker om att skriva kärleksromaner. Hon var den första ordförande till föreningen Romance Writers of America, som hon grundade tillsammans med sin mor Rita Gallagher.

## Biografi
Rita Clay föddes den 31 juli 1941 i Michigan i U.S.A.. Hennes mor, Rita Gallagher, tidigare Miss Michigan, var författare till kärleksromaner och en känd författarinstruktör. Hennes far var pilot i U.S. Air Force.  Hon tillbringade en stor del av sina unga år med att bo i Europa.  Hon gifte sig med sin förälskelse från high school-tiden när hon var mycket ung och stannade i hemmet för att uppfostra deras fyra barn. 1977, då hon hade varit gift i 20 år, skaffade hennes man henne en skrivmaskin och sa "– Du har ju alltid sagt att du vill skriva. Så skriv nu!"
Hennes första försök var en lång historisk kärleksroman som genast blev refuserad. Hennes nästa manus, en samtida kärleksroman, blev likaledes refuserad. Hennes tredje manus, Wanderer's Dream, antogs av Silhouette Books.  Hon använde sitt flicknamn, Rita Clay för denna bok och för ytterligare sju titlar för Silhouette.  1982, bytte hon till Dell för att skriva för deras Candlelight Ecstasy-serie. Harlequin ägde rätten till hennes författarnamn, så hon skrev under pseudonymen Tira Lacy, ett anagram för Rita Clay. 1985 gjorde hon upp med Harlequin och begärde att få använda sitt fullständiga namn, Rita Clay Estrada, på alla framtida böcker.
Hon författar en roman på i allmänhet 4,5 månader. Förutom interpunktion och faktakoll, gör hon väldigt lite omskrivningar, eftersom "det är för sånt det finns redaktörer."  Oftast skriver hon fem sidor varje kväll och mer på helgerna. Hennes romaner har översatts till 23 språk.
Estrada var en av grundarna och den första ordföranden i föreningen Romance Writers of America (RWA).  Deras författarpris, the RITA, som är den högsta award of excellence som delas ut i genren kärleksromaner, är uppkallad efter henne.  RWA tilldelade Estrada deras award för ”Lifetime Achievement” år 2000.
Hon och hennes man är skilda.
Den här artikeln är helt eller delvis baserad på material från engelskspråkiga Wikipedia, Rita Clay Estrada, 9 mars 2013.